# David Guetta

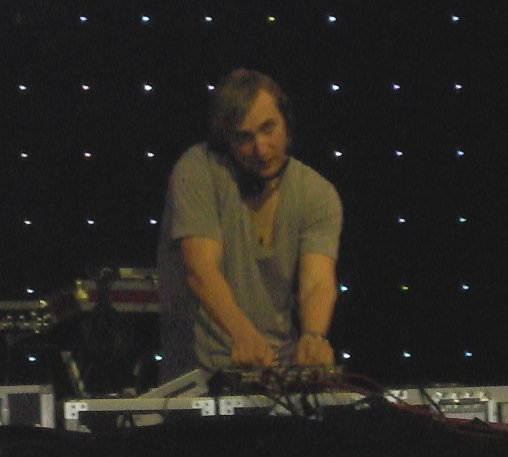
David Guetta tijdens het Coachella Valley Music and Arts Festival in 2007

Pierre David Guetta (Parijs, 7 november 1967), kortweg David Guetta, is een Franse dj en dance-pop-producent (vroeger housemuziek).
David Guetta bracht zijn eerste album, Just A Little More Love, in 2002 uit. Later kwamen Guetta Blaster (2004) en Pop Life (2007).
Guetta bereikte in 2009 succes met zijn album One Love, waarbij de singles When Love Takes Over, Gettin' Over You, Sexy Bitch, en Memories horen. De eerste drie daarvan bereikten de nummer 1-positie in het Verenigd Koninkrijk. Met het uit 2011 komende album Nothing but the Beat is het succes verder uitgebreid. Hierop staan de beroemde singles Where Them Girls At, Little Bad Girl, Without You, Titanium en Turn Me On. Hij is een van de eerste dj's die in aanraking is gekomen met de dance-scene en hij staat wereldwijd bekend als de "Grandfather of Electronic Dance Music".
Guetta heeft in totaal ruim 9 miljoen albums en 39 miljoen singles verkocht. In 2011 is David Guetta verkozen tot beste dj van de wereld in de jaarlijkse lijst van DJ Mag. Hiermee volgde hij Armin van Buuren op, die vier jaar lang aan de top stond in die lijst. Ook in 2020, 2021 en 2023 is David Guetta verkozen tot beste dj van de wereld in de lijst van DJ Mag. 
In de Nederlandse Top 40 is hij sinds 2021 de meest succesvolle artiest aller tijden op puntenaantal. Hij heeft er met met ruim 65 singles in gestaan. In totaal stond hij daarmee bijna duizend weken in de hitlijst. Ook is hij hofleverancier van de Dance 15 van radioprogramma The X Vibe, sinds 2010 een jaarlijkse hitlijst met de populairste dancenummers van het jaar.
Het Amerikaanse magazine Billboard kroonde de single When Love Takes Over tot "the number one dance-pop collaboration of all time".

## Levensloop

### Achtergrond
Guetta is geboren in Parijs. Zijn vader komt uit een Marokkaans-Joodse familie en was eigenaar van een restaurant. Zijn moeder is Belgisch, afkomstig uit Luik.

### 1984–2000: Het begin
Begin jaren tachtig begon Guetta thuis zijn eerste vinyls te mixen en enkele jaren later begon hij kleine feesten te organiseren.
Op zestienjarige leeftijd begon hij als mixer en dj in plaatselijke discotheken, waaronder bij Broad Club. In 1990 kwam Guetta met zijn eerste single, Nation Rap, een hiphopsamenwerking met de Franse rapper Sidney Duteil.
In de jaren 90 speelde de dj in clubs als Le Centrale, the Rex, Le Boy en Folies Pigalle. De tweede single van hem, Up & Away, verscheen in 1994. Hierop was de Amerikaanse housezanger Robert Owens te horen en het nummer is uiteindelijk een kleine hit in clubs geworden. In hetzelfde jaar werd Guetta ook eigenaar van zijn eigen nachtclub Le Palace, maar hij bleef ook feesten organiseren in andere clubs, zoals zijn Scream-feesten in Les Bains Douches.

### 2001–2006:Just a Little More LoveenGuetta Blaster
In 2001 bracht David Guetta zijn eerste succesvolle single, Just A Little More Love, met de Amerikaanse rapper Chris Willis uit. Guetta's debuutalbum, met de naam Just A Little More Love, verscheen in 2002 op het Britse platenlabel Virgin Records. In totaal is het album 300.000 keer verkocht. Andere singles uit 2002 waren Love Don't Let Me Go, People Come People Go en Give Me Something.
Het tweede studioalbum, Guetta Blaster, kwam uit in 2004. Vier singles die zijn uitgebracht, zijn Money, Stay, The World Is Mine en In Love With Myself.

### 2007–2009:Pop Life
In 2007 kwam Guetta met zijn derde studioalbum Pop Life. Het album was een groot succes in het Verenigd Koninkrijk, evenals in grote delen van Europa. In 2010 waren van het album 530.000 exemplaren verkocht. De single Love Is Gone is de bekendste single van het album geworden. Daarna volgden Baby When the Light, Delirious, Tomorrow Can Wait en Everytime We Touch. Een aantal artiesten op het album zijn: Steve Angello, Joachim Garraud, Sébastian Ingrosso en Chris Willis.
David Guetta heeft in veel landen opgetreden om zijn album te promoten. Zo had hij in 2008 samen met zijn ex-vrouw Cathy Guetta een evenement georganiseerd, dat plaatsvond in het stadion Stade de France. Het evenement kreeg de naam "UNIGHTED" en samen met Tiësto, Carl Cox, Joachim Garraud en Martin Solveig speelde hij voor een menigte van 40.000 mensen.
In 2009 werd Guetta derde in de jaarlijkse poll "Top 100 DJs" van het tijdschrift DJ Magazine. Daarnaast won hij in 2008 de prijs voor "beste house dj". Sinds april 2009 heeft hij zijn eigen radioshow en deze is in Nederland te horen bij Radio 538. Tijdens de show is de David Guetta DJ Mix te beluisteren.

### 2009–2010:One Loveen internationale doorbraak

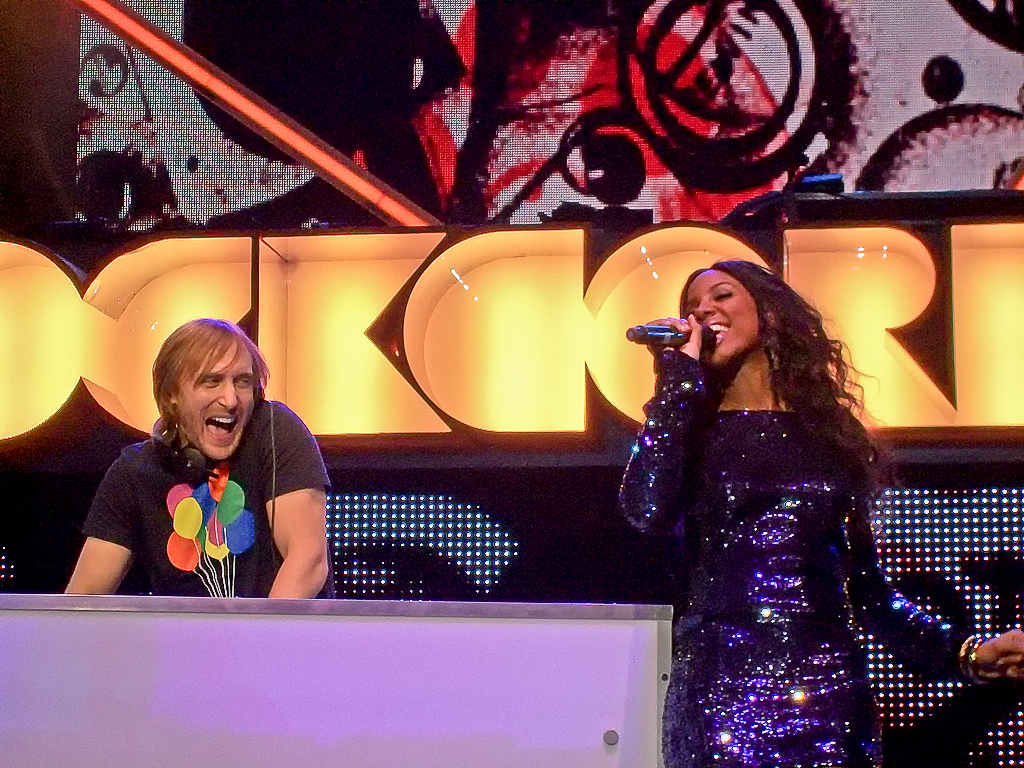
David Guetta en Kelly Rowland samen tijdens Orange Rockcorps London 2009.

Guetta's vierde studioalbum One Love verscheen in augustus 2009. De eerste single When Love Takes Over met Kelly Rowland werd nummer 1 in de UK Singles Chart en hetzelfde gebeurde in meerdere landen, waardoor er in totaal zo'n 5,5 miljoen exemplaren van zijn verkocht. De tweede single is Sexy Bitch met Akon en dit nummer bereikte ook de nummer 1-positie in het Verenigd Koninkrijk. Daarna kwamen de singles One Love ft. Estelle, Memories ft. Kid Cudi en Getting Over You ft. Chris Willis, Fergie en LMFAO. In 2011 waren van het album meer dan 3 miljoen exemplaren verkocht. Het album werd bovendien genomineerd als "Best Electronic Dance Album" bij de 52e editie van de Grammy Awards. Het lied When Love Takes Over ontving bij de editie van de 53e Grammy Awards zelfs twee nominaties: "Best Dance Recording" en "Best Remixed Recording, Non-Classic", waarbij de laatste werd gewonnen. Later kwam Guetta met een uitgebreidere versie van zijn vierde studioalbum, genaamd One More Love. Het werd uitgebracht op 29 november 2010 en op het album staan een aantal nieuwe nummers, waaronder Who's That Chick? met Rihanna. Rond deze periode was David Guetta erg betrokken bij de producties van andere artiesten. Op 16 juni 2009 kwam The Black Eyed Peas bijvoorbeeld met hun tweede single I Gotta Feeling voor hun album The E.N.D. Guetta heeft veel invloed gehad op het eindresultaat door het creëren van de beat. Het werd een wereldwijde hit met in 17 verschillende landen een nummer 1-positie. Daarnaast werd I Gotta Feeling het meest gedownloade nummer ooit van de Verenigde Staten met bijna 7,5 miljoen downloads en in het Verenigd Koninkrijk met meer dan 1 miljoen exemplaren. Guetta is twee keer genomineerd voor zijn werk met The Black Eyed Peas bij de 52e editie van de Grammy Awards: in de categorie "Record of the Year" (I Gotta Feeling) en "Album of the Year" (The E.N.D.).
In 2010 maakte Guetta verder nog Commander met Kelly Rowland voor haar derde studioalbum Here I Am. Het bereikte de nummer 1-positie in Billboard's "Hot Dance Club Songs" lijst en het belandde in de top 10 in onder andere België en het Verenigd Koninkrijk. Guetta produceerde bovendien de singles Acapella en Scream voor Kelis vijfde studioalbum Flesh Tone. Op 28 juni 2010 bracht rapper Flo Rida zijn single Club Can't Handle Me ft. David Guetta uit. Het nummer is een onderdeel van het muzikale album voor de dansfilm Step Up 3D en ook van het derde studioalbum Only One Flo van de rapper.

### 2011–2012:Nothing but the Beaten Jack Back Records

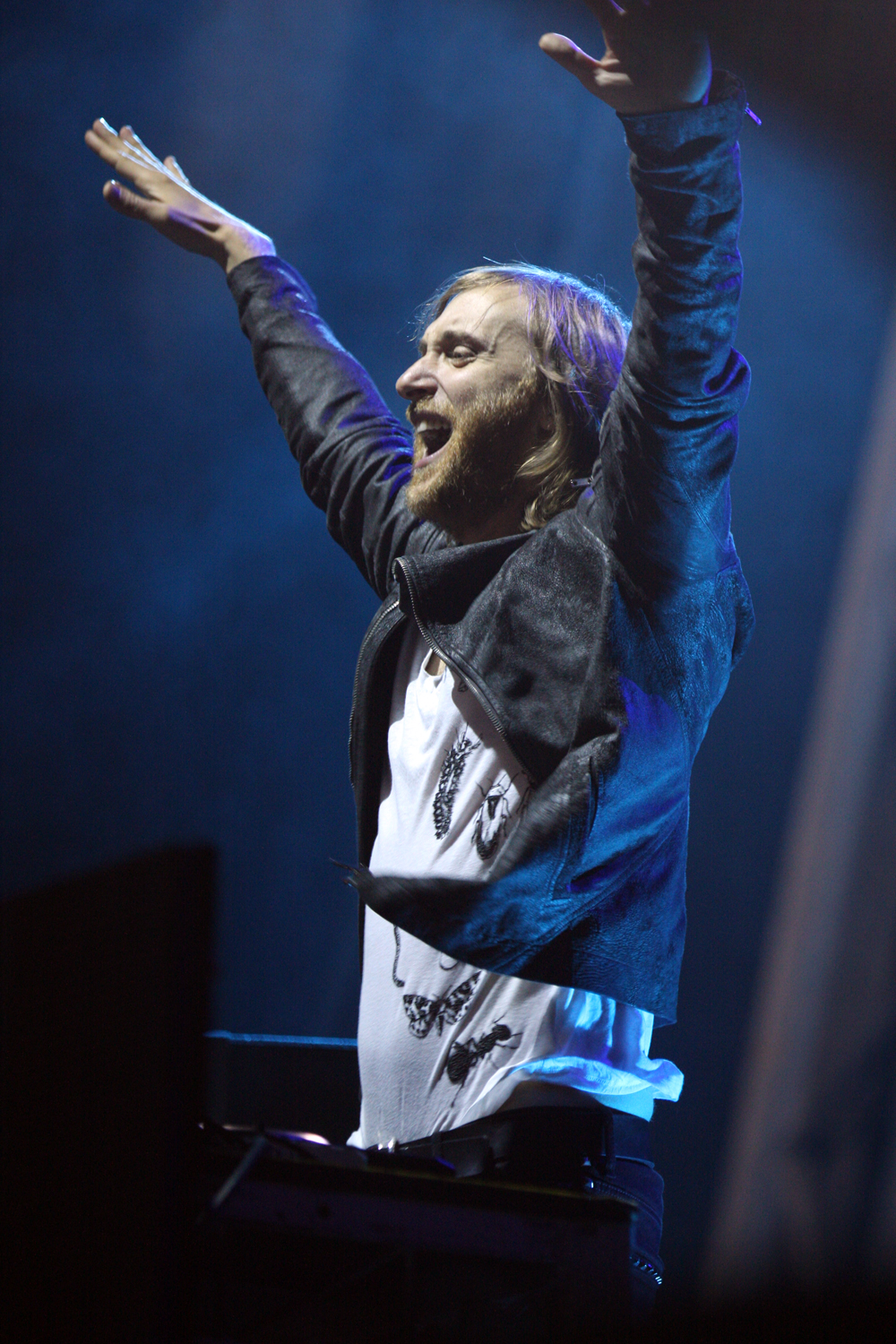
David Guetta tijdens zijn optreden op Creamfields, Sydey, 2012.

Guetta's vijfde studioalbum, Nothing but the Beat, is uitgebracht op 26 augustus 2011 en bestaat uit twee cd's: de reguliere cd met vocalen en de andere cd is volledig elektronisch. Where Them Girls At met Flo Rida en Nicki Minaj is de eerste single van het album en werd op 2 mei 2011 voorgesteld. De tweede single, Little Bad Girl, ft. Taio Cruz en Ludacris, kwam uit op 28 juni. Without You werd de derde single op 27 september. David Guetta bracht ook nog vier promotionele singles uit voor zijn album, zoals Titanium ft. Sia, Lunar ft. Afrojack, Night Of Your Life ft. Jennifer Hudson en ten slotte The Alphabeat. Het album bevat verder ook nog de singles Sweat met Snoop Dogg en Turn Me On met Nicki Minaj.
Als viering van het eenjarig bestaan van zijn album Nothing but the Beat bracht Guetta Nothing but the Beat 2.0 uit op 7 september 2012. De eerste single daarvan werd She Wolf, waarbij opnieuw sprake was van een samenwerking met Sia. Daarna kwam Just One Last Time met het Zweedse duo Taped Rai en als laatste Play Hard met Ne-Yo. In 2012 maakte Guetta het album met de naam Nothing but the Beat Ultimate, waarbij Nothing but the Beat en Nothing but the Beat 2.0 werden samengevoegd tot een geheel.
Rond dezelfde periode kwam de biografische documentaire Nothing but the Beat uit, die gaat over de toenemende beroemdheid van David Guetta. In de documentaire zijn onder andere sterren als Kelly Rowland, will.i.am, Snoop Dogg, Akon en Usher te zien.
Guetta schreef en produceerde ook mee aan Rihanna's studioalbum Unapologetic. Daarnaast had hij ook samen met haar een nummer op het album, namelijk Right Now, en was hij als openingsact een onderdeel van haar Diamonds World Tour.
In 2012 creëerde David ook zijn eigen platenlabel Jack Back Records, alleen bedoeld voor elektronische muziek. Het eerste nummer van het nieuwe label werd Metropolis met Nicky Romero. Ook nummers van Daddy's Groove en Spencer Hill zijn uitgebracht door Jack Back Records.

### 2013:Lovers on the Sun
Op 15 juni 2013 liet David Guetta voor het eerst zijn nieuwe nummer Ain't A Party horen tijdens de tour van zangeres Rihanna. Dit vond plaats bij het Twickenham Stadium in Londen. De single is uiteindelijk uitgebracht op 8 juli en het is een samenwerking met het Nederlandse muziekduo Glowinthedark.
In september maakte hij de muziekvideo bekend voor het lied One Voice ft. Mikky Ekko. Het is op 4 november uitgebracht als een onderdeel van de humanitaire campagne The World Needs More van de Verenigde Naties.
Guetta schreef en produceerde ook mee aan het nummer Fashion! op Lady Gaga's derde studioalbum Artpop. Verder heeft hij nog bijgedragen met het schrijven en produceren van Britney Spears' achtste studioalbum Britney Jean.
Op 20 januari 2014 kwam hij met Shot Me Down ft. Skylar Grey. Het is een aanpassing van 'Chers nummer Bang Bang en het is mede geproduceerd door de Nederlandse Giorgio Tuinfort.
In februari bracht David Guetta een remix van het nummer Addicted to You van de Zweedse dj-producer Avicii uit op Beatport. Op 17 maart 2014 kwam zijn nummer Bad met Showtek en Vassy uit op zijn eigen muzieklabel Jack Back Records. Vervolgens maakte hij een remix van Afrojacks single Ten Feet Tall en deze was overal te beluisteren op 15 april.
Een ander nummer, genaamd Blast Off met Kaz James, verscheen op 14 juni. Dit was een onderdeel van David Guetta's ep met de titel Lovers On The Sun. Hierop stonden vier nummers, waaronder dus Blast Off, Shot Me Down, Bad en Lovers On The Sun. Dit was als het ware een voorproefje van zijn 6e studioalbum.

### 2014–2017: albumListenen muzikale samenwerkingen
Zijn 6e studioalbum, Listen, is wereldwijd uitgebracht op 21 november 2014 door Big Beat Records en Atlantic Records. Enkele beroemde artiesten op het album zijn Sia Furler, Nicki Minaj, John Legend, Bebe Rexha, Afrojack, Showtek en Sam Martin.
Bekende singles van het album zijn onder andere Bad, Shot Me Down, Dangerous, Lovers on the Sun, Hey Mama en What I Did for Love.
Naast zijn eigen singles produceerde hij ook One Last Time van Ariana Grande in 2015. Het nummer maakt onderdeel uit van haar tweede studioalbum My Everything.

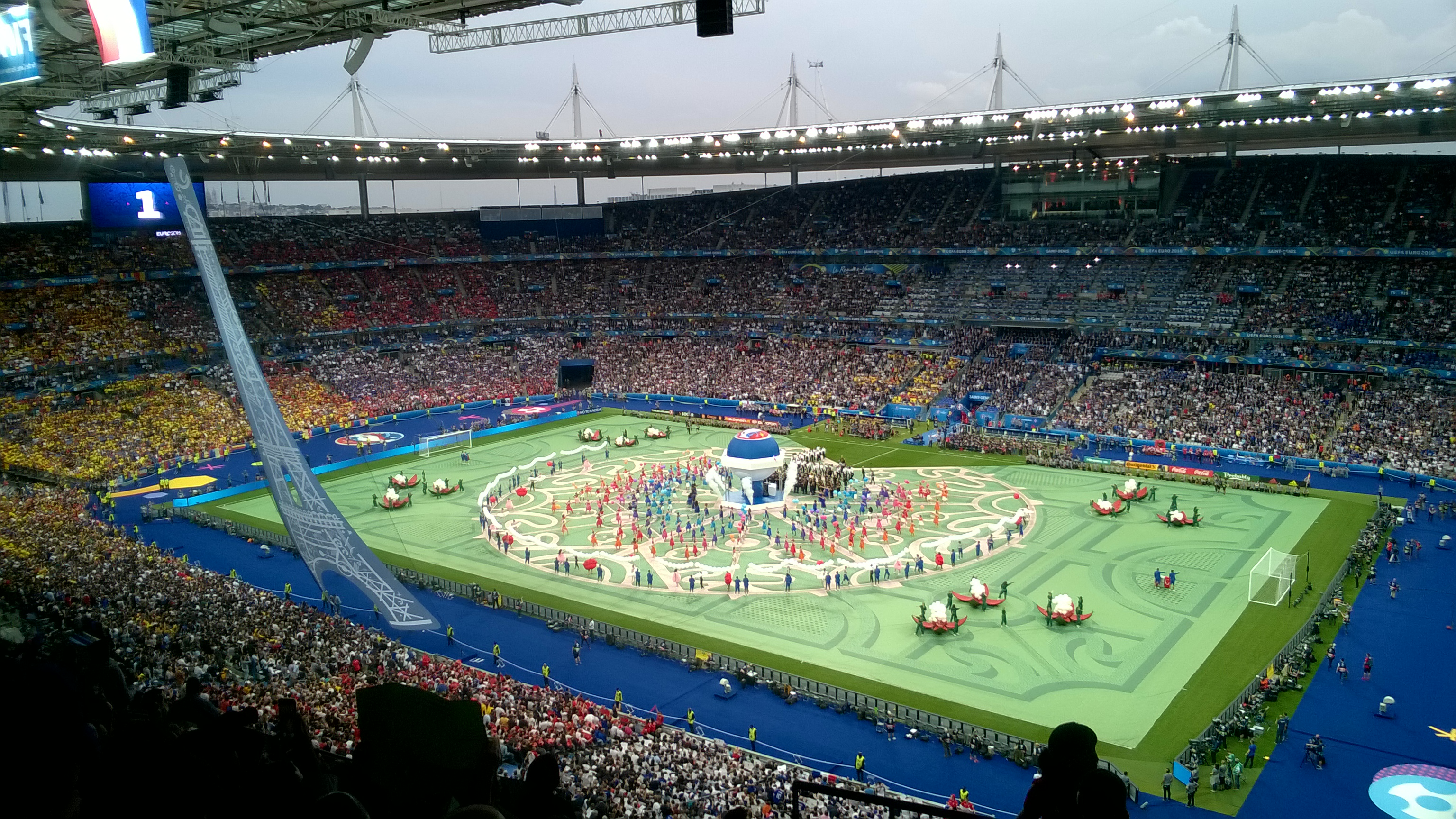
De openingsceremonie van het Europees kampioenschap voetbal 2016 voor David Guetta's optreden.

Eind 2015 stelde de UEFA David Guetta aan als de officiële muzikale ambassadeur voor het Europees kampioenschap voetbal 2016 in Frankrijk. Voor het EK maakte hij het nummer This One's for You met de Zweedse zangeres Zara Larsson. Dit lied werd bij iedere wedstrijd afgespeeld en bovendien werd het voorgedragen tijdens de openings- en sluitingsceremonie van het toernooi. This One's For You is uitgebracht op 13 mei 2016.
Verder heeft David Guetta eind 2015 nog een nieuwe versie van zijn album Listen uitgebracht, genaamd Listen Again. Hierop zijn een aantal nieuwe nummers en versies te vinden, waaronder Bang My Head met Sia en Fetty Wap. Ook staan er meer underground-nummers op, zoals Pelican en The Death of EDM.
Op 15 april 2016 bracht hij No Worries met Disciples. Op 30 september 2016 kwam Guetta met Would I Lie To You ft. Cedric Gervais & Chris Willis. De titel en de songtekst zijn afgeleid van het nummer Would I Lie To You van Charles & Eddie uit 1992. Zijn laatst uitgebrachte nummer van 2016 kwam uit op 25 november, genaamd Shed a Light met Robin Schulz en Cheat Codes. In 2017 werkte David Guetta samen met de Amerikaanse singer-songwriter Ester Dean mee aan Afrojacks single Another Life.

### 2017–heden: 7e studioalbum en overige projecten
De eerste single van David Guetta's zevende album kwam uit op 5 mei 2017, genaamd Light My Body Up. Dit is een nummer met zangeres Nicki Minaj en rapper Lil Wayne. Zijn tweede single is een zomernummer en heet 2U, een samenwerking met Justin Bieber. De releasedatum hiervan was op 9 juni 2017.
Op 28 juli 2017 kwam het nummer Complicated uit; een samenwerking tussen het Belgische duo Dimitri Vegas & Like Mike en David Guetta.
De derde single van het nieuwe album is Dirty Sexy Money en is uitgebracht op 3 november 2017. Dit nummer is het product van de samenwerking tussen David Guetta en Afrojack, waarop Charli XCX en French Montana te horen zijn.
Vervolgens verscheen op 1 december 2017 de samenwerking met Martin Garrix, genaamd So Far Away. De vocalen worden verzorgd door Jamie Scott en Romy Dya.
Op donderdag 25 januari kwamen David Guetta en Afrojack met een remix voor Sia's nummer Helium.
Een samenwerking met de Jamaicaanse artiest Sean Paul en de Amerikaanse zangeres Becky G, genaamd Mad Love, verscheen op vrijdag 16 februari. In eerste instantie kondigde Sean Paul aan dat Shakira de zangeres van het nummer zou zijn, maar zij is wegens onbekende redenen vervangen door Becky G. Het lied zal uiteindelijk een onderdeel zijn van Seans nieuwe studioalbum. Een week later bracht Guetta zijn samenwerking met Martin Garrix & Brooks uit, getiteld Like I Do. Op 26 juli 2018 kwam zijn nieuwe single “Don’t leave me Alone” uit, een samenwerking met zangeres Anne-Marie.

## Privéleven
David Guetta trouwde met nachtclubmanager Cathy Lobé in 1992. Ze hebben twee kinderen (2004 en 2007). In 2014 werd bekend dat hij ging scheiden van zijn vrouw Cathy na 22 jaar huwelijk. Momenteel heeft Guetta een relatie met het Cubaanse model Jessica Ledon. Guetta en Ledon maakten in november 2023 bekend een kindje te verwachten.
Het inkomen van de Franse dj-producer over 2016 is door Forbes geschat op 25 miljoen euro.

## Prijzen
Het Britse blad DJ Magazine publiceert elk jaar de lijst met de 100 beste internationale dj's, gekozen door het publiek. De resultaten van David Guetta in deze lijst:
- 2005: 39e
- 2006: 31e
- 2007: 10e
- 2008: 5e
- 2009: 3e
- 2010: 2e
- 2011: 1e
- 2012: 4e
- 2013: 5e
- 2014: 7e
- 2015: 6e
- 2016: 6e
- 2017: 7e
- 2018: 5e
- 2019: 3e
- 2020: 1e
- 2021: 1e
- 2022: 2e
- 2023: 1e